# Philodendron crassum
Philodendron crassum là một loài thực vật có hoa trong họ Ráy (Araceae). Loài này được Rendle miêu tả khoa học đầu tiên năm 1901.